# 형사 조르당
형사 조르당(Le Marginal, The Outsider)은 프랑스에서 제작된 자크 드레이 감독의 1983년 범죄, 드라마 영화이다. 쟝 뽈 벨몽도 등이 주연으로 출연하였다.

## 출연

### 주연
- 쟝 뽈 벨몽도
- 장 아르망

### 조연
- 헨리 실바
- 칼로스 소토 메이어
- 피에르 베르니에
- 모리스 베리어
- 클로드 브로세
- 체키 카리오
- 자크 모리
- 로저 뒤마
- 미쉘 로빈
- 자크 데이빗
- 장 루이 리샤르
- 디디에르 사우베그라인
- 스테판 페라라
- 쟝 호제 밀로
- 헨리 아탈
- 장 클로드 드레이퍼스
- 모리스 오젤
- 피에르 벨로
- 자크 반 두렌
- 필립 헬리스
- 이자벨 라캠프

## 제작진
- 배역: 마고트 카펠리어